# Juache
Juache är en ort i Mexiko.   Den ligger i kommunen Moctezuma och delstaten San Luis Potosí, i den centrala delen av landet, 400 km nordväst om huvudstaden Mexico City. Juache ligger 2 010 meter över havet och antalet invånare är 140.
Terrängen runt Juache är huvudsakligen kuperad, men åt nordväst är den platt. Runt Juache är det tätbefolkat, med 591 invånare per kvadratkilometer. Närmaste större samhälle är Ahualulco, 19,6 km söder om Juache. Omgivningarna runt Juache är i huvudsak ett öppet busklandskap.